# Louis Abell
Louis Grenville "Lou" Abell, född 21 juli 1884 i Elizabeth i New Jersey, död 25 oktober 1962 i Elizabeth, var en amerikansk roddare.
Abell blev olympisk guldmedaljör i åtta med styrman vid sommarspelen 1900 i Paris.